# Otis (piosenka)
Otis – piosenka z 2011 roku nagrana przez Jaya-Z i Kanye’a Westa i wydana na drugim singlu duetu, który promował ich pierwszy wspólny album Watch the Throne (2011). Utwór zawiera sampel piosenki Otisa Reddinga.
Na liście amerykańskiego tygodnika „Billboard” Hot 100 singiel z utworem „Otis” dotarł do pozycji 12. W 2012 roku duet uhonorowano za tę piosenkę amerykańską nagrodą Grammy w kategorii najlepsze wykonanie rap.